# Licrooides umbilicatus
Licrooides umbilicatus – gatunek błonkówki  z rodziny Eupelmidae. Jedyny przedstawiciel rodzaju Licrooides.

## Zasięg występowania
Płd. część USA od Georgii na wsch., przez Teksas po Arizonę.